# Cairoli (metropolitana di Milano)
Cairoli è una stazione della linea M1 della metropolitana di Milano.

## Storia
La stazione fu costruita come parte della prima tratta, da Sesto Marelli a Lotto, della linea M1 della metropolitana di Milano, entrata in servizio il 1º novembre 1964. Il capolinea tranviario di piazza Castello, attivo dal 1917, dovette essere modificato a causa dei cantieri in largo Cairoli e via Dante.

## Struttura e impianti
La stazione Cairoli possiede una struttura comune a quasi tutte le altre stazioni della linea: si tratta di una stazione sotterranea, passante, a due binari, uno per ogni senso di marcia, serviti da due banchine laterali; superiormente si trova un mezzanino contenente i tornelli d'accesso e il gabbiotto dell'agente di stazione.
Sorge sotto largo Benedetto Cairoli e possiede uscite oltre che sul largo anche in via Luca Beltrami, in via Dante, in via Cusani e Foro Buonaparte.

## Interscambi
Nelle vicinanze della stazione effettuano fermata alcune linee urbane, tranviarie ed automobilistiche, gestite da ATM: presso la stazione si trova il capolinea tranviario di piazza Castello, in funzione dal 1917. Esisteva in passato un secondo capolinea tranviario, situato in via San Giovanni sul Muro, di fronte al Teatro Dal Verme: attivato anch'esso all'inizio del secolo scorso, è stato dismesso nell'aprile 1992.
Nei pressi dell'impianto effettua inoltre capolinea una linea automobilistica interurbana gestita da Nord-Est Trasporti.
- Fermata tram (Cairoli M1, linee 1 e 4)
- Fermata autobus

## Servizi
La stazione dispone di:
- Accessibilità per portatori di handicap
- Scale mobili
- Emettitrice automatica biglietti
- Stazione videosorvegliata